# Bartolomeo Flores
Bartolomeo Flores (XV secolo – Roma, 23 luglio 1498) è stato un arcivescovo cattolico italiano.

## Biografia
Nacque intorno alla metà del XV secolo da una famiglia stanziata in Nepi
Il 21 agosto 1489 papa Innocenzo VIII lo nominò vescovo di Nepi e Sutri. Ricevette la consacrazione episcopale nella chiesa di Sant'Onofrio al Gianicolo a Roma dalle mani del vescovo Mariano de Latvo, vescovo di Glandèves, co-consacranti i vescovi Aloys Malumbra, vescovo di Arbe, e Pere Garcia, vescovo di Ales.
Nel 1492 risulta essere secondo segretario del papa, dopo il vescovo di Capaccio Ludovico Podocataro, mentre dalla metà del 1493 ricevette da Alessandro VI il titolo di segretario domestico.
Nella sua qualità di segretario svolse alti compiti amministrativi e gli vennero affidate funzioni di rappresentanza: tra il 26 ed il 29 marzo 1496 fu incaricato di accompagnare Francesco II Gonzaga, marchese di Mantova e capitano generale della Repubblica di Venezia, mentre si trovava a Roma.
Nel frattempo, il 5 agosto 1494 papa Alessandro VI lo trasferì alla sede arcivescovile di Cosenza e gli concesse in commenda il monastero di san Cristoforo di Casteldurante. Egli si occupò della sua diocesi, adoperandosi a questo scopo presso il re Ferrante di Napoli, tuttavia, per via del suo ruolo di segretario pontificio, risiedette più a Roma che a Cosenza, delegando quindi i suoi poteri ad un vicario.
Il 14 settembre 1497 il pontefice lo fece incarcerare in Castel Sant'Angelo, con l'accusa di aver spedito numerosi brevi in modo fraudolento. Il processo fu affidato a Pietro Menzi, vescovo di Cesena e uditore generale della Camera apostolica, e a Pietro Isvalies, arcivescovo metropolita di Reggio Calabria e governatore di Roma.
Flores era accusato di aver falsificato, fino alla metà del 1497, oltre cinquecento brevi apostolici, ricavandone più di 7 000 ducati. Nel corso degli interrogatori ammise le sue responsabilità. 
Nel concistoro, riunito il 9 ottobre, fu data lettura del processo  con la sua confessione. Due giorni dopo, in un secondo concistoro, Flores fu riconosciuto colpevole, privato della diocesi e di tutti i benefici e deposto da ogni carica. 
In seguito, fu dichiarato scomunicato, privato di ogni ordine e dignità episcopale e fu consegnato al braccio secolare. Il papa commutò questa pena in carcere a vita da scontare a pane e acqua. Il 13 ottobre la sentenza fu notificata al condannato, che venne consegnato al bargello di Roma.
Il 28 ottobre 1497 fu rinchiuso nel carcere di San Marocco, situato nelle fondamenta di Castel Sant'Angelo, dove morì il 23 luglio 1498. La stessa sera il suo corpo venne portato nella chiesa di Santa Maria in Traspontina, dove fu sepolto.

## Nella cultura di massa
Appare nella seconda stagione della serie televisiva francese I Borgia, interpretato da Alessio Vassallo.

## Genealogia episcopale e successione apostolica
La genealogia episcopale è:
- Vescovo Mariano de Latvo
- Arcivescovo Bartolomeo Flores

La successione apostolica è:
- Cardinale Pietro Isvalies (1497)
- Vescovo Francesco Eroli (1497)
- Vescovo Sinolfo di Castel Lotario (1497)